# Tabrett Bethell
Tabrett Bethell es una actriz y modelo australiana, conocida principalmente por haber interpretado a Cara Mason en la serie de televisión Legend of the Seeker. 

## Biografía
Nació en Sídney. Fue nombrada como Tabrett, por la calle homónima de la ciudad de Sydnet, después de que sus padres no se pusieran de acuerdo sobre qué nombre ponerle (su madre quería llamarla "Siobhan", y su padre "Murray"). Cuando su padre fue a dar una vuelta, vio el nombre de la calle, y regresó al hospital para sugerírselo a su esposa, quien dijo: "Sí, me gusta",y la quiero y querré siempre.
Antes de comenzar su carrera como actriz, trabajó como animadora de la Liga Nacional de Rugby, Cronulla-Sutherland Sharks. Se entrenó en Screenwise donde completó un programa intensivo de 12 meses en diciembre del 2007.
Es muy buena amiga de las actrices Bridget Regan, Tahyna Tozzi y de la productora Debbie Tsamoudakis.

## Carrera
Tabrett ha trabajado en cine, televisión y teatro australiano, también es modelo de Chadwick.
En febrero del 2007 modeló en el tributo de Neill Grigg en Sídney Australia. Ese mismo año apareció en Mr. Right, junto a Brennan Muhoberac.
En el 2009 apareció por primera vez en el último episodio de la primera temporada de la serie Legend of the Seeker, un programa basado en la serie de libros de Terry Goodkind; en la serie Tabrett interpretó a la Morth-Sith Cara, durante la segunda temporada Tabrett se volvió un personaje regular, papel que interpretó hasta el final de la serie en el 2010.
Ese mismo año filmó Strangers Lovers Killers, Anyone You Want y el thriller The Clinic, donde interpreta a Beth, una mujer embarazada durante la década de 1970 que es drogada y despierta en una tina con hielo y sin su bebé; la película saldrá en el 2010, es dirigida por James Rabbitts y se filmó en Deniliquin NSW, Australia
También apareció como invitada en el último episodio de la primera temporada de la serie policiaca Cops: L.A.C. donde interpretó a Eve Louizos.
En marzo del 2011 Tabrett se unió al elenco de la nueva película Poe donde interpretará a Sarah Elmira Royster, la musa y amante de Edgar Allan Poe.
En el 2013 apareció en la película de acción de bollywood Dhoom 3: Back in Action donde compartió créditos con los actores Aamir Khan y Katrina Kaif.
En el 2014 apareció como invitada en un episodio de la serie norteamericana Mistresses, donde dio vida a Kate Davis, la hermana de Harry Davis (Brett Tucker). Tabrett regresó a la serie para la cuarta temporada y se volvió uno de los personajes principales hasta el final de la serie ese mismo año en el 2016.

## Filmografía

### Películas
| Año  | Título                                | Personaje            | Notas                                                                 |
| ---- | ------------------------------------- | -------------------- | --------------------------------------------------------------------- |
| 2014 | Oren                                  | Emile                | corto - junto a Trilby Glover                                         |
| 2013 | Dhoom 3: Back in Action               | Victoria             | junto a Aamir Khan, Katrina Kaif & Abhishek Bachchan                  |
| 2012 | Sanctuary                             | Lia                  | corto - junto a Peter McAllum, Heather Mitchell & Xavier Samuel       |
| 2011 | Poe                                   | Sarah Elmira Royster | junto a Christopher Egan, Natalie Dormer & Kevin McNally              |
| 2010 | The Clinic                            | Beth                 | junto a Andy Whitfield, Sophie Lowe, Marshall Napier & Freya Stafford |
| 2009 | Anyone You Want                       | Amy                  | junto a Socratis Otto & Denise Roberts                                |
| 2009 | Strangers Lovers Killers              | Chris                | -                                                                     |
| 2008 | Somewhere between the Sky and the Sea | Stephanie            | corto                                                                 |
| 2008 | Mei Li Johnson                        | -                    | corto                                                                 |
| 2007 | Mr. Right                             | -                    | corto                                                                 |

### Series de televisión
| Año         | Serie                | Personaje   | Notas                      |
| ----------- | -------------------- | ----------- | -------------------------- |
| 2014, 2016  | Mistresses           | Kate Davis  | 14 episodios               |
| 2010        | Cops: L.A.C.         | Eve Louizos | episodio "Life is a Radio" |
| 2009 - 2010 | Legend of the Seeker | Cara Mason  | 23 episodios               |

### Teatro
| Año  | Obra            | Personaje | Director (a) | Teatro | Notas                                                                    |
| ---- | --------------- | --------- | ------------ | ------ | ------------------------------------------------------------------------ |
| 2012 | Savage in Limbo | -         | Tahyna Tozzi | -      | junto a Trilby Glover, David Coussins, Alexander DiPersia & Tahyna Tozzi |

## Premios y nominaciones
| Año  | Categoría    | Premio                        | Película        | Resultado |
| ---- | ------------ | ----------------------------- | --------------- | --------- |
| 2010 | Best Actress | Manhattan Film Festival Award | Anyone You Want | Ganadora  |